# Operclipygus lama
Operclipygus lama är en skalbaggsart som beskrevs av Miłosz A. Mazur 1988. Operclipygus lama ingår i släktet Operclipygus och familjen stumpbaggar. Inga underarter finns listade i Catalogue of Life.